# Старый Укырчелон
Ста́рый Укырчело́н (бур. Үхэр шулуун — «Корова-камень») — село в Джидинском районе Бурятии. Входит в сельское поселение «Оёрское».

## География
Расположено в 27 км юго-западнее районного центра, села Петропавловка, в 4 км к югу от центра сельского поселения, села Оёр, на правом берегу реки Джиды, в 1 км западнее села Тохой, в 12 км от границы с Монголией.

## Население
| 2002 | 2006 | 2010 |
| ---- | ---- | ---- |
| 54   | ↗58  | ↘49  |

## Экономика
Население занимается сельским хозяйством, имеет личные подсобные хозяйства.